# Paul Séguier
Pas d'image ? Cliquez ici

a Compétitions nationales et continentales officielles uniquement.

b Matchs officiels uniquement.
Paul Séguier, né le 8 septembre 1997 à Albi, est un joueur de rugby à XIII français évoluant au poste de pilier. Il effectue des débuts en Super League avec les Dragons Catalans lors de la saison 2016.

## Biographie
Formé à Albi, il rejoint le pôle de formation de Carcassonne avant de rejoindre les équipes jeunes des Dragons Catalans. Il débute en Super League lors de la saison 2016.
En manque de temps de jeu avec les Dragons Catalans lors de la saison 2018, il accepte un prêt au Toulouse olympique XIII.
En 2019, il est finalement prêté au club anglais des Barrow Raiders , qu'il rejoint en juillet et avec lequel il se déplace en Championship pour disputer un match contre la « Meute de Toronto » au Canada.

## Palmarès
- Collectif
  - Vainqueur de la Challenge Cup : 2018[3] (Dragons Catalans).
  - Vainqueur du Championnat de France : 2019 (Saint-Estève XIII Catalan).
  - Vainqueur de la Coupe de France : 2018 (Saint-Estève XIII catalan).
  - Finaliste de la Super League : 2021 et 2023 (Dragons Catalans).
  - Finaliste de la Coupe de France : 2019 (Saint-Estève XIII Catalan).

### Détails en sélection
| -  | 7 octobre 2018  | Serbie         | 54-2  | Amical         | Pilier         | 0 | 0 | 0 | 0 |
| 1. | 24 octobre 2021 | Angleterre     | 10-30 | Test-match     | Deuxième ligne | - | - | - | - |
| 2. | 19 juin 2022    | Pays de Galles | 34-10 | Test-match     | Deuxième ligne | - | - | - | - |
| 3. | 17 octobre 2022 | Grèce          | 34-12 | Coupe du monde | Deuxième ligne | - | - | - | - |
| 4. | 22 octobre 2022 | Angleterre     | 18-42 | Coupe du monde | Deuxième ligne | - | - | - | - |
| 5. | 30 octobre 2022 | Samoa          | 4-62  | Coupe du monde | Deuxième ligne | - | - | - | - |

### Statistiques
| Saison | Saison                  | Championnat  | Championnat | Championnat | Championnat | Championnat | Championnat | Championnat | Coupe         | Coupe      | Coupe | Coupe | Coupe | Coupe | Coupe | Sélection | Sélection | Sélection | Sélection | Sélection | Sélection | Sélection |
| Saison | Saison                  | Comp.        | Class.      | M           | Pts         | Ess.        | Buts        | Dp.         | Comp.         | Class.     | M     | Pts   | Ess.  | Buts  | Dp.   | Comp.     | M         | Pts       | Ess.      | Buts      | Dp.       |           |
| ------ | ----------------------- | ------------ | ----------- | ----------- | ----------- | ----------- | ----------- | ----------- | ------------- | ---------- | ----- | ----- | ----- | ----- | ----- | --------- | --------- | --------- | --------- | --------- | --------- | --------- |
| 2016   | Dragons Catalans        | Super League | 6e          | 3           | -           | -           | -           | -           | Challenge Cup | 1/4 finale | -     | -     | -     | -     | -     |           |           |           |           |           |           |           |
| 2017   | Dragons Catalans        | Super League | 13e         | 4           | -           | -           | -           | -           | Challenge Cup | 1/8 finale | 1     | -     | -     | -     | -     |           |           |           |           |           |           |           |
| 2018   | Toulouse Olympique XIII | Championship | 3e          | ?           | -           | -           | -           | -           | Challenge Cup | -          | -     | -     | -     | -     | -     |           |           |           |           |           |           |           |
| 2019   | Barrow Raiders          | Championship | 13e         | 6           | -           | -           | -           | -           | Challenge Cup | 4e tour    | -     | -     | -     | -     | -     |           |           |           |           |           |           |           |
| 2020   | Dragons Catalans        | Super League | 1/2 finale  | 5           | 4           | 1           | -           | -           | Challenge Cup | 1/4 finale | -     | -     | -     | -     | -     |           |           |           |           |           |           |           |
| 2021   | Dragons Catalans        | Super League | Finaliste   | 13          | -           | -           | -           | -           | Challenge Cup | 1/4 finale | 1     | -     | -     | -     | -     |           | 1         | -         | -         | -         | -         |           |
| 2022   | Dragons Catalans        | Super League | 1er tour    | 19          | -           | -           | -           | -           | Challenge Cup | 1/4 finale | -     | -     | -     | -     | -     | CM        | 4         | -         | -         | -         | -         |           |
| 2023   | Dragons Catalans        | Super League | Finaliste   | 26          | 20          | 5           | -           | -           | Challenge Cup | 1/8 finale | 1     | -     | -     | -     | -     |           |           |           |           |           |           |           |
| 2024   | Dragons Catalans        | Super League | 7e          | 17          | -           | -           | -           | -           | Challenge Cup | 1/4 finale | 2     | 4     | 1     | -     | -     |           |           |           |           |           |           |           |
| 2025   | Dragons Catalans        | Super League |             |             |             |             |             |             | Challenge Cup | 1/2 finale | 3     | 4     | 1     | -     | -     |           |           |           |           |           |           |           |